# ナナムジカ
ナナムジカは、日本の女性2人組音楽ユニット。所属芸能事務所は研音。所属レコード会社兼レーベルはワーナーミュージック・ジャパン。2007年活動休止。

## 概要
中学卒業後に音楽の勉強のため上京、桐朋女子高等学校に入学した2人が、寮で偶然隣り部屋になり意気投合。その後、桐朋学園大学在学中に西島が声楽試験の際にピアノ伴奏を松藤に頼んだことから、2人で創作することを意識しはじめ結成に至る。
活動のテーマとして「新たに切り開いてゆく人生や魂や愛の大切さ、そして輪廻転生につながる深遠なもの。」を掲げている。
ユニット名は、古代神話で月の女神を意味するナナと、ラテン語で音楽を意味するムジカを組み合わせた造語である。
2007年12月21日、公式サイトのブログにて「それぞれの目標に向けて自分を高めることに専念するため」活動休止を発表。
現在も活動休止中ではあるが、西島がパーソナリティを務めるラジオ番組に松藤が出演したり、西島のソロ活動時の楽曲を松藤が作曲したりと交流は続いている。

## メンバー
| 名前     | 読み           | パート                                                   | 生年月日               | 出身地 |
| -------- | -------------- | -------------------------------------------------------- | ---------------------- | ------ |
| 西島梢   | にしじまこずえ | ボーカル、作詞                                           | 1982年12月10日（42歳） | 富山県 |
| 松藤由里 | まつふじゆり   | ピアノ、コーラス、シンセオペレーション、作詞、作曲、編曲 | 1982年10月23日（42歳） | 佐賀県 |

## 略歴
- 2005年
  - 4月20日：ワーナーミュージック・ジャパンより、1stシングル「Ta-lila〜僕を見つけて〜」でメジャーデビュー。
- 2006年
  - 2月15日：2ndシングル「くるりくるり」発売。初のオリコントップ10入りを記録する[4]。
  - 4月26日：1stアルバム『ユバナ』発売。
  - 5月24日：3rdシングル「僕達の舞台」発売。
- 2007年
  - 2月7日：4thシングル「心音」発売。
  - 6月6日：1st配信限定シングル「愛の歌」発売。
  - 7月18日：ナナムジカ×のだめオーケストラ名義によるコラボシングル「Sora」発売。
  - 8月29日：5thシングル「彼方」発売。
  - 12月21日：年内での活動休止を発表。

## 作品

### シングル
|     | 発売日        | タイトル                | 規格 | 規格品番   | オリコン | 初収録アルバム |
| --- | ------------- | ----------------------- | ---- | ---------- | -------- | -------------- |
| 1st | 2005年4月20日 | Ta-lila〜僕を見つけて〜 | CD   | WPCL-10164 | 35位     | ユバナ         |
| 2nd | 2006年2月15日 | くるりくるり            | CD   | WPCL-10206 | 9位      | ユバナ         |
| 3rd | 2006年5月24日 | 僕達の舞台              | CD   | WPCL-10275 | 35位     | 未公表         |
| 4th | 2007年2月7日  | 心音                    | CD   | WPCL-10390 | 62位     | 未公表         |
| #   | 2007年7月18日 | Sora                    | CD   | WPCL-10416 | 29位     | 未公表         |
| 5th | 2007年8月29日 | 彼方                    | CD   | WPCL-10426 | 38位     | 未公表         |

### 配信限定シングル
|     | 発売日       | タイトル | 規格                   | 収録作品 |
| --- | ------------ | -------- | ---------------------- | -------- |
| 1st | 2007年6月6日 | 愛の歌   | デジタル・ダウンロード | 未公表   |

### オリジナルアルバム
|     | 発売日        | タイトル | 規格 | 規格品番   | オリコン |
| --- | ------------- | -------- | ---- | ---------- | -------- |
| 1st | 2006年4月26日 | ユバナ   | CD   | WPCL-10262 | 17位     |

### 参加作品
| タイトル                                       | アーティスト | 規格 | 収録曲 |
| ---------------------------------------------- | ------------ | ---- | ------ |
| 忘れられない恋のうた～私の中のもうひとりの僕～ | オムニバス   | CD   | 心音   |

## タイアップ一覧
| 年     | 楽曲                    | タイアップ先                                                                           |
| ------ | ----------------------- | -------------------------------------------------------------------------------------- |
| 2005年 | Ta-lila〜僕を見つけて〜 | TBS系列音楽番組『CDTV』2005年4月度エンディングテーマ                                   |
| 2005年 | Ta-lila〜僕を見つけて〜 | TBS系列ドラマ30『新キッズ・ウォー』スポットCM応援歌                                    |
| 2006年 | くるりくるり            | フジテレビ系列木曜劇場『小早川伸木の恋』主題歌                                         |
| 2006年 | プロローグ              | Green Film ProjectドラマCM『八月の虹』主題歌                                           |
| 2006年 | 七つの海                | Green Film ProjectドラマCM『八月の虹』主題歌                                           |
| 2006年 | ひまわり                | ギャガ配給系映画『ナイロビの蜂』日本版イメージソング                                   |
| 2006年 | アメノチハレ            | テレビ朝日系列ドラマ『彼女との正しい遊び方』主題歌                                     |
| 2006年 | 僕達の舞台              | TBS系列ナショナル劇場『特命!刑事どん亀』主題歌                                         |
| 2007年 | 心音                    | テレビ東京系列ドラマ24『Xenos 見知らぬ人』主題歌                                       |
| 2007年 | 愛の歌                  | フジテレビ系列トークバラエティ番組『グータンヌーボ』2007年6月・7月度エンディングテーマ |
| 2007年 | Sora                    | 日産自動車『日産・キューブ』CMソング                                                   |
| 2007年 | 彼方                    | テレビ朝日系列金曜9時枠連続ドラマ『女帝』主題歌                                        |

## 出演イベント
| 公演年 | 形態       | タイトル                                                                                    | 公演日・会場                                                      |
| ------ | ---------- | ------------------------------------------------------------------------------------------- | ----------------------------------------------------------------- |
| 2005年 | 単独出演   | エフエム佐賀プレゼンツ「ナナムジカ招待LIVE」                                                | 06/18 ロイヤルチェスター佐賀・バンケットホール THE GRACE (佐賀県) |
| 2005年 | ゲスト出演 | oricon Sound Blowin' 2005                                                                   | 11/12 原宿クエストホール (東京都)                                 |
| 2005年 | ゲスト出演 | Vodafone LOVE Christmas Project!                                                            | 12/24 サンシャイン栄 (愛知県)                                     |
| 2006年 | 単独出演   | 大平貴之プロデュース ナナムジカ世界一の満天ライブ                                           | 02/15 渋谷Hakuju Hall (東京都)                                    |
| 2006年 | 単独出演   | 札幌ホンダグループ30周年 PRESENTS AIR-G'「時計台アコースティックライブ Vol.66～ナナムジカ」 | 03/15 札幌市時計台2階ホール (北海道)                              |
| 2006年 | ゲスト出演 | メ～テレライブ「BOMBER-E」                                                                  | 04/02 メ〜テレ (愛知県)                                           |
| 2006年 | ゲスト出演 | ヘビロスタイルVol.3 Emotional Style                                                         | 05/03 福井まちなか文化施設 響のホール (福井県)                    |
| 2006年 | 単独出演   | Be-pop Presents LOUNGE POP vol.3 ナナムジカ“月の宴”                                         | 06/03 retro BackPage (宮城県)                                     |
| 2006年 | 単独出演   | ライヴ&握手会                                                                               | 06/10 HMV・横浜ビブレ (神奈川県)                                  |
| 2006年 | ゲスト出演 | びわ湖大津なぎさ音楽祭2006                                                                  | 07/17 なぎさ公園市民プラザ・特設ステージ (滋賀県)                 |
| 2006年 | ゲスト出演 | LUNCH BREAK☆STYLE恋愛スタジアム in アルパーク                                               | 07/30 アルパーク東広場特設ステージ (広島県)                       |
| 2006年 | ゲスト出演 | メ〜テレ「秋まつり2006 BOMBER-Eスペシャルライブ」                                           | 09/30 久屋大通公園特設ステージ (愛知県)                           |
| 2007年 | ゲスト出演 | めざましクラシックス10周年スペシャル                                                        | 08/31 フェスティバルホール (大阪府)                               |